# Viasa vlucht 897
Op 30 mei 1961 steeg Viasa vlucht 897, een Douglas DC-8, op vanaf de luchthaven Aeroporto Humberto Delgado in Lissabon (voorheen Aeroporto da Portela). Kort na het opstijgen stortte het toestel met 47 passagiers en 14, van de KLM afkomstige, bemanningsleden in zee. Geen van de inzittenden overleefde de vliegramp. Tot op heden is de exacte toedracht van het ongeluk onbekend.

## Vliegtuig
Het vliegtuig dat bij het ongeval betrokken was, droeg de naam Fridtjof Nansen. Het vliegtuig was een Douglas DC-8-53, met registratie PH-DCL, eigendom van KLM en werd ingezet op vluchten uitgevoerd door Viasa, een Venezolaanse vliegmaatschappij. Het toestel was het jongste exemplaar van dit type, dat de KLM op het moment dat het ongeval plaatsvond, in haar vloot had; het toestel had nog maar 209 uur gevlogen.

## Het ongeval
De crash van Viasa-vlucht 897 vond plaats tijdens het derde deel van een reis die begon in Rome, Italië, en zou eindigen in Caracas, Venezuela . Tussenstops zouden worden gemaakt in Madrid, Spanje, Lissabon en op het eiland Santa Maria.
Op het moment dat het vliegtuig om 01:15 UTC vertrok uit Lissabon had de nachtelijke hemel een wolkenbasis van 3,700 voet (1.100 m). Een paar minuten na het opstijgen maakte de DC-8 een spiraalvormige duik naar links, kort nadat de piloten twee korte berichten naar de luchtverkeersleiding had gestuurd. De piloot corrigeerde te veel naar rechts en het vliegtuig raakte de zee met een hellingshoek van ongeveer 25°, met de neus naar beneden.

## Onderzoek
De oorzaak voor de crash van Viasa-vlucht 897 is nooit vastgesteld door de Portugese en Nederlandse autoriteiten. Het officiële rapport uit Portugal concludeerde: "Ondanks een zeer grondig en tijdrovend onderzoek, waaraan veel autoriteiten en experts meewerkten, was het niet mogelijk om een waarschijnlijke oorzaak van het ongeval vast te stellen."
Nederland, als land van registratie van het vliegtuig, merkte op: “Hoewel er in dit verband geen directe aanwijzingen zijn, acht de Raad het mogelijk dat het ongeval te wijten was aan het feit dat de piloot of piloten werden misleid door falende instrumenten, met name van de kunstmatige horizon, of doordat de piloot is afgeleid, waardoor een ernstige afwijking van de normale vliegroute niet tijdig werd ontdekt."

## Nalatenschap
Op het moment dat dit ongeluk gebeurde, was vlucht 897 de derde dodelijke crash van een groot straalvliegtuig sinds deze in 1958 in gebruik werden genomen Het was het ergste incident in de burgerluchtvaart dat ooit in Portugal heeft plaatsgevonden, tot de crash van vlucht 425 van TAP Air Portugal in 1977.

## In de media
In 2024 kwam een zesdelige podcastserie uit over Viasa-vlucht 897, genaamd Van de radar, waarin Julia Bokdam probeert antwoord te vinden op vragen als 'wat ging er mis?' en 'is er nog ergens bewijs te vinden?'.